# Крмине
Крмине су насељено мјесто и мјесна заједница на подручју града Бање Луке, Република Српска, БиХ. Према прелиминарним подацима пописа становништва 2013. године, у овом насељеном мјесту је пописано 557 лица.

## Историја
Место Крмине се први пут се појављује у саставу старе босанске жупе Земљаник која се помиње у Пријездиној повељи (1287). Оно као и остала места у жупи подпадају под власт Турске 1528. године и улазе у новоосновану нахију Змијање.

## Становништво
|             | 2013.        | 1991.        | 1981.          | 1971.          |
| Укупно      | 557 (100,0%) | 980 (100,0%) | 1 259 (100,0%) | 1 517 (100,0%) |
| Срби        | 556 (99,82%) | 973 (99,29%) | 1 255 (99,68%) | 1 508 (99,41%) |
| Непознато   | 1 (0,180%)   | –            | –              | –              |
| Остали      | –            | 6 (0,612%)   | 3 (0,238%)     | 7 (0,461%)     |
| Хрвати      | –            | 1 (0,102%)   | –              | 2 (0,132%)     |
| Југословени | –            | –            | 1 (0,079%)     | –              |

| Демографија | Демографија | Демографија |
| Година      | Становника  | Становника  |
| ----------- | ----------- | ----------- |
| 1961.       | 1.544       |             |
| 1971.       | 1.517       |             |
| 1981.       | 1.259       |             |
| 1991.       | 977         |             |